# دهستان چهارچشمه
دهستان چهارچشمه یکی از دهستان‌های استان مرکزی است که در بخش کمره شهرستان خمین واقع شده است.
اکثریت مردم این دهستان ترک‌ها هستند و در بعضی از روستا لرها و فارس‌ها سکونت دارند
روستاهای تابع آن عبارتند از: اشمسیان ، برجک ، خلیل آباد ، کاظم آباد ، مزرعه نو ، مهرآباد ، امامزاده عبدالله ، برفیان ، دره ، جوادیه ، ده ملا ، مهدی آباد ، کمانکش ، پلولی ، قلعه بابو ، جوادیه  (دمسیاه) قلعه حاجی شفیع ، چهارچشمه ، مزرعه قاسم ، دره گرم ، سوکقزقان ، فرقس ، مکان ، چقا سیف‌الدین ، دمنی؛